# Acteon candens
Acteon candens är en snäckart som beskrevs av Alfred Rehder 1939. Acteon candens ingår i släktet Acteon och familjen Acteonidae. Inga underarter finns listade i Catalogue of Life.